# Christoph Martin Wieland

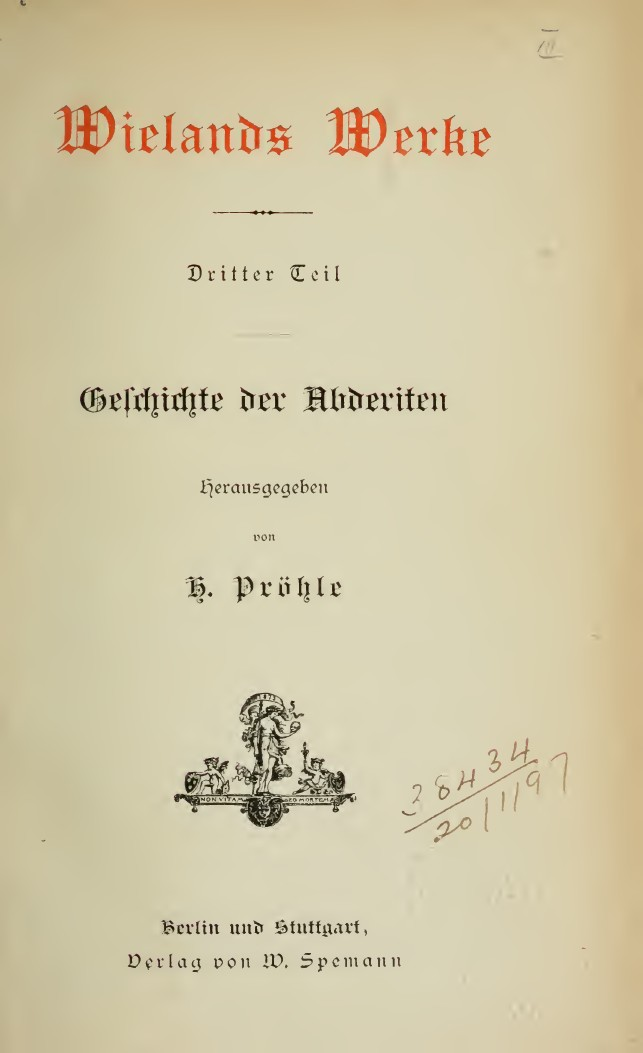
Geschichte der Abderiten (1887)

Christoph Martin Wieland (Oberholzheim, 5 de setembro de 1733 – Weimar, 20 de janeiro de 1813) foi um tradutor e poeta alemão do Iluminismo.
Representante do Rococó literário, ele é mais lembrado por ter escrito o primeiro Bildungsroman (Geschichte des Agathon), bem como o épico Oberon, que formou a base para a ópera de mesmo nome de Friederike Sophie Seyler e a ópera de mesmo nome de Carl Maria von Weber. Seu pensamento era representativo do cosmopolitismo do Iluminismo alemão, exemplificado em sua observação: "Só um verdadeiro cosmopolita pode ser um bom cidadão." Ele foi uma figura-chave do Classicismo de Weimar e um colaborador da companhia de teatro de Abel Seyler.

## Biografia
Seu pai, que foi pastor em Oberholzheim e posteriormente em Biberach, dedicou-se muito à educação do filho. Da escola municipal de Biberach, aos doze anos, passou para o ginásio Kloster Berge, perto de Magdeburg. Foi uma criança precoce e, quando deixou a escola em 1749, era amplamente versado nos clássicos latinos e nos principais escritores franceses contemporâneos.
Durante o verão de 1750, ele se apaixonou por uma prima, Sophie Gutermann, e esse caso de amor o inspirou a planejar sua primeira obra ambiciosa, Die Natur der Dinge (A Natureza das Coisas, 1752), um poema didático em seis livros. Em 1750, ele foi para a Universidade de Tübingen como estudante de direito, mas seu tempo foi principalmente ocupado com estudos literários. Os poemas que ele escreveu na universidade — Hermann, um épico (publicado por F. Muncker, 1886), Zwölf moralische Briefe in Versen (Doze Cartas Morais em Verso, 1752), Anti-Ovídio (1752) — são pietistas em tom e dominados pela influência de Klopstock.
A poesia de Wieland atraiu a atenção do reformador literário suíço J. J. Bodmer, que o convidou para visitá-lo em Zurique no verão de 1752. Depois de alguns meses, no entanto, ele sentiu pouca simpatia por Wieland, assim como, dois anos antes, ele se sentira com Klopstock, e os amigos se separaram; mas Wieland permaneceu na Suíça até 1760, passando o último ano em Berna, onde obteve uma posição como tutor particular. Lá, ele se tornou íntimo da amiga de Jean-Jacques Rousseau, Julie de Bondeli.
Os gostos de Wieland mudaram; os escritos de seus primeiros anos na Suíça — Der geprüfte Abraham (O julgamento da fé de Abraão, 1753), Sympathien (1756), Empfindungen eines Christen (1757) — ainda estavam no estilo de seus escritos anteriores, mas com as tragédias, Lady Johanna Gray (1758) e Clementina von Porretta (1760) — esta última baseada em Sir Charles Grandison de Samuel Richardson — o fragmento épico Ciro (primeiros cinco cantos, 1759) e a "história moral em diálogos", Araspes und Panthea (1760), Wieland, como disse Gotthold Lessing, "abandonou as esferas etéreas para vagar novamente entre os filhos dos homens".
A conversão de Wieland foi concluída em Biberach, tendo retornado em 1760 como diretor da chancelaria. A monotonia de sua vida aqui foi aliviada pela amizade de um Conde Stadion, cuja biblioteca no castelo de Warthausen, não muito longe de Biberach, era bem abastecida com literatura francesa e inglesa. Wieland reencontrou seu antigo amor, Sophie Gutermann, que se tornara esposa de Hofrat La Roche, então administrador das propriedades do Conde Stadion.
Em Don Sylvio von Rosalva (1764), um romance em imitação de Dom Quixote, ele expôs sua fé anterior ao ridículo e nas Comische Erzählungen (1765) ele deu rédea solta à sua imaginação extravagante.
Mais importante é o romance História do Agathon (1766-1767), no qual, sob o disfarce de ficção grega, Wieland descreve seu próprio crescimento espiritual e intelectual. Esta obra, que Lessing recomendou como "um romance de gosto clássico", marca uma época no desenvolvimento do romance psicológico moderno. De igual importância foi a tradução de Wieland de vinte e duas peças de Shakespeare para prosa (8 volumes, 1762-1766); foi a primeira tentativa de apresentar o poeta inglês ao povo alemão em algo próximo da totalidade. Com os poemas Musarion oder die Philosophie der Grazien (1768), Idris (1768), Combabus (1770), Der neue Amadis (1771), Wieland abriu a série de romances leves e graciosos em versos que atraíram tão irresistivelmente seus contemporâneos e agiram como um antídoto aos excessos sentimentais do subsequente movimento Sturm und Drang. Musarion defende uma unidade racional do sensual e espiritual; Amadis celebra o triunfo da beleza intelectual sobre a física.
Wieland casou-se com Anna Dorothea von Hillenbrand (8 de julho de 1746 – 9 de novembro de 1801) em 21 de outubro de 1765. Eles tiveram 14 filhos. A filha de Wieland, Sophia Catharina Susanna Wieland (19 de outubro de 1768 – 1º de setembro de 1837), casou-se com o filósofo Karl Leonhard Reinhold (1757–1823).
Entre 1769 e 1772, Wieland foi professor de filosofia na Universidade de Erfurt. Em seu Verklagter Amor ("Cupido Acusado"), ele defendeu a poesia amorosa; e no Dialogen des Diogenes von Sinope (1770), ele deu uma justificativa geral de suas visões filosóficas.
Em 1772, ele publicou Der goldene Spiegel oder die Könige van Scheschian, uma obra pedagógica em forma de contos orientais; isso atraiu a atenção da duquesa Ana Amália de Brunswick-Wolfenbüttel e resultou em sua nomeação como tutor de seus dois filhos, o duque Carlos Augusto e seu irmão, o príncipe Constantino, em Weimar. Com exceção de alguns anos passados em Ossmannstedt, onde mais tarde comprou uma propriedade, Weimar permaneceu como lar de Wieland até sua morte. Voltando sua atenção para a poesia dramática, ele escreveu libretos de ópera como Wahl des Hercules ("Escolha de Hércules") e Alceste de Anton Schweitzer.
Em 1773, ele fundou Der teutsche Merkur, que sob sua direção (1773–1789) se tornou a revista literária mais influente da Alemanha. Suas opiniões, como exibidas ali, no entanto, mostravam tanto do estreito espírito convencional da crítica francesa, que ele foi atacado por Goethe na sátira Götter, Helden und Wieland ("Deuses, Heróis e Wieland"). Wieland respondeu com grande boa índole, recomendando-a a todos que gostavam de humor e sarcasmo. Goethe e Johann Gottfried Herder logo foram atraídos para Weimar, onde a duquesa Ana Amália formou um círculo de talento e gênio, mais tarde também acompanhado por Friedrich Schiller.
Politicamente, Wieland era um liberal moderado que defendia uma monarquia constitucional, uma imprensa livre e um caminho intermediário entre os extremos da esquerda e da direita. Pelo menos três de suas obras, Geschichte des Agathon, Der goldene Spiegel oder die Könige van Scheschian e Beiträge zur geheimen Geschichte des menschlichen Verstandes und Herzens, estavam na lista oficial de leitura dos Illuminati da Baviera. Wieland também explorou o papel das sociedades secretas no pensamento iluminista em Das Geheimnis des Kosmopoliten-Ordens (1788). Este trabalho examina as implicações políticas e filosóficas das organizações clandestinas, particularmente seu potencial para formar um "estado dentro de um estado".
Ele também foi libretista da companhia teatral Seyler de Abel Seyler. De seus escritos posteriores, os mais importantes são a sátira sobre a provincianidade alemã, Die Abderiten, eine sehr wahrscheinliche Geschichte (Uma história muito provável dos Abderitas, 1774), (traduzido para o francês por Antoine Gilbert Griffet de Labaume) e os romances poéticos, Das Wintermärchen (1776), Das Sommermärchen (1777), Geron der Adelige (1777), Pervonte oder die Wünsche (1778), uma série que culminou com a obra-prima poética de Wieland, o épico romântico de Oberon (1780). Em 1780 criou o singspiel Rosamunde com o compositor Anton Schweitzer.

Nos romances posteriores de Wieland, como Geheime Geschichte des Philosophen Peregrinus Proteus (1791) e Aristipp und einige seiner Zeitgenossen (1800-1802), uma tendência didática e filosófica obscurece o pequeno interesse literário que possuem. Ele também traduziu as Sátiras de Horácio (1786), as Obras de Luciano (1788-1789), as Cartas de Cícero (1808 e seguintes) e, de 1796 a 1803, dirigiu o Museu Attisches, que prestou um valioso serviço à popularização dos estudos gregos. Wieland também foi fortemente influenciado pela moda dos contos de fadas franceses do século XVIII, ele publicou uma coleção de contos intitulada Dschinnistan (1786–1789), que incluía três contos originais, 'Der Stein der Weisen' ('A Pedra Filosofal'), 'Timander und Melissa' e 'Der Druide oder die Salamanderin und die Bildsäule' ('O Druida ou a Salamandra e o Pilar Pintado'). Wieland teve uma forte influência na literatura alemã de sua época.